# Wohnturm Sunnegg

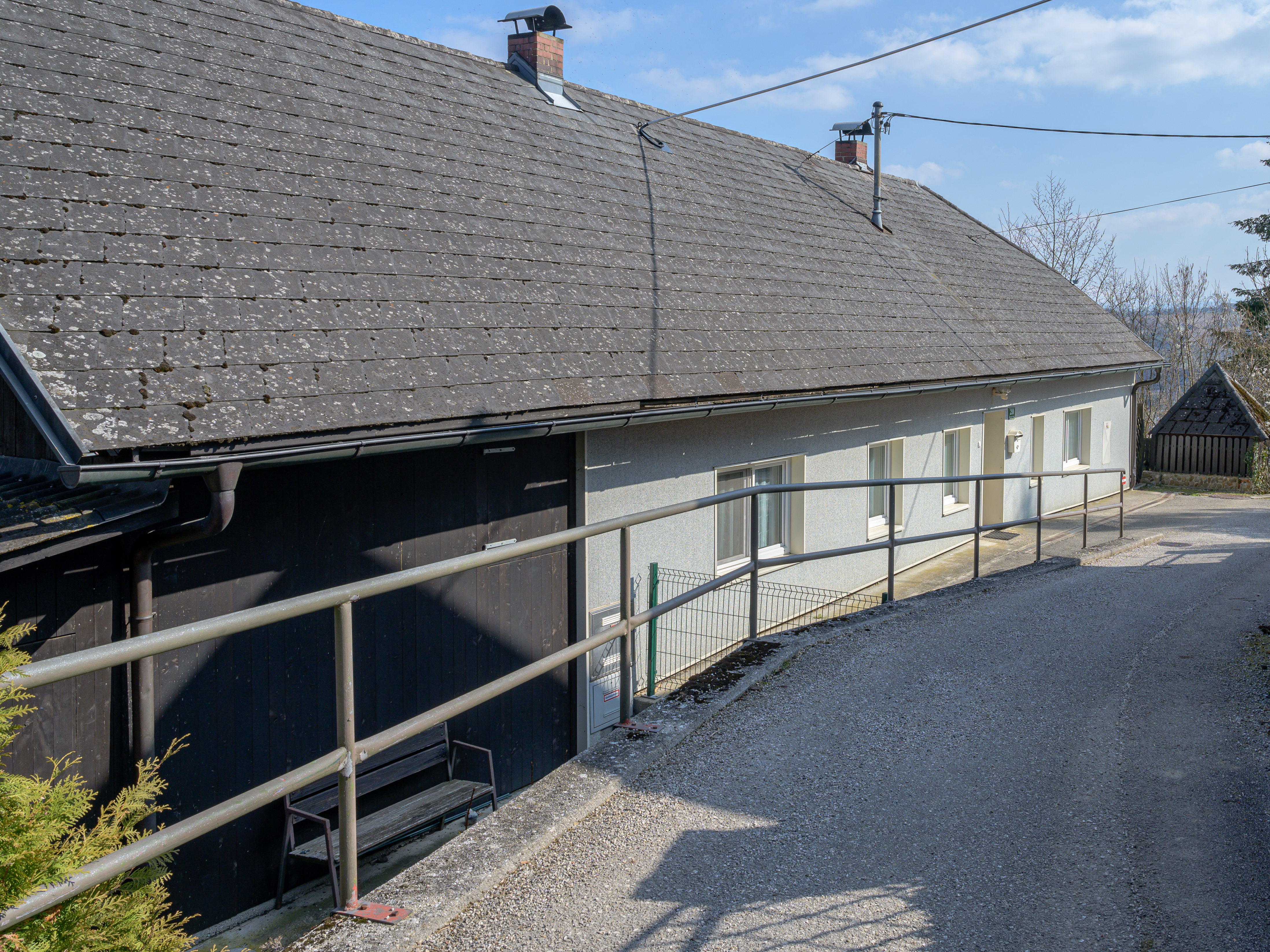
In den Fundamenten des Hauses Kirchenweg 20 in Kremsmünster werden Reste des Wohnturms Sunnegg vermutet.

Der Wohnturm Sunnegg (auch Wohnturm Sunneck oder Sonneck) lag im Ortsteil Kirchberg der Gemeinde Kremsmünster im Bezirk Kirchdorf von Oberösterreich.

## Lage
Die Bezeichnung Sunnegg weist auf eine sonnige Lage auf einem geschützten Felsen hin.
Bezüglich der Lokalisierung der Sitze Sunnegg und Kirchberg gibt es allerdings äußerst widersprüchliche Angaben. Nach Konrad Schiffmann ist der Sitz Sonneck identisch mit dem Sitz Kirchberg, der in der Kirchensiedlung oberhalb des Kremstales lag. Norbert Grabherr behauptete in seinem letzten Burgen- und Schlösserbuch, dass der Sitz Sunnegg als Wohnturm noch erkennbar wäre. Er soll mit dem „Krämerhaus in Kirchberg verbunden sein, wie man an der Mauernaht zwischen Wohnturm und Vorderhaus erkennen könne.“ Tatsächlich sind aber weder die behauptete Mauernaht noch die hohen Stützmauern vorhanden.
Wenige Meter östlich der Kirchberger Filialkirche hl. Stephan liegt das Anwesen vulgo Sonneggersölde (Uibergehersölde, Sonneckersölden) am Kirchenweg 20. Der Hausname lässt einen engen Konnex mit dem Sitz Sunnegg annehmen. Hier bedarf es aber noch weiterer Forschungen.

## Geschichte
Sunnegg war ein Lehen des Stiftes Kremsmünster. Die erste urkundliche Erwähnung von Sunnegg stammt vom 8. September 1333.
Der Vorbesitzer Perchtold der Penn vererbte dazumal den Sitz an Arnold der Raucher, der ihn wiederum an Heinrich Alhartinger verpfändete. Wie aus einer Urkunde vom 23. Juni 1349 zu entnehmen ist, war der damalige Besitzer Engelschalch der Pucher. Dorothea Pucher, die Enkelin des Engelschalch, brachte den Sitz 1462 als Heiratsgut in die Ehe mit Sigmund Vorster. Von den Vorstern ging der Besitz an Jörg dem Kral, welcher am 29. Juni 1467 den Lehensbrief von Abt Ulrich erhielt. Sigmund Habichler, ein Vetter des Jeronimus Kral, kaufte den Besitz am 22. August 1487. Am 5. April 1492 wurde er dann dem Stift Kremsmünster verkauft.
In der Steirischen Reimchronik des Bischofs von Seckau werden die Herren von Pettau und von Sunneck als dem Herzog Friedrich besonders treu ergebene Vasallen bezeichnet.